# Деза, Мишель Мари
Мишель Мари Деза (Михаил Ефимович Деза, урождённый Тылкин; 27 апреля 1939, Москва — 23 ноября 2016, Париж) — советский и французский математик, специализирующийся в комбинаторике, дискретной геометрии и теории графов. Он был директором исследований во французском Национальном центре научных исследований (CNRS), вице-президентом Европейской Академии Наук, профессором японского Института науки и передовых технологий и одним из трех редакторов-основателей Европейского журнала комбинаторики.

## Биография
Деза (урождённый Михаил Ефимович Тылкин) в 1961 году окончил механико-математический факультет МГУ, после чего работал в системе Академии наук СССР до эмиграции во Францию в 1972 году. Во Франции он работал в CNRS с 1973 по 2005 до выхода на пенсию.
Автор восьми монографий и около 280 научных работ с 75 различными соавторами, в том числе четыре работы с Палом Эрдёшем, что дало ему число Эрдёша 1.
Материалы конференции по комбинаторике, геометрии и информатике, состоявшейся в Люмини, Франция, в мае 2007 года, были собраны в специальном выпуске Европейского журнала комбинаторики в честь 70-летия М. Деза.
Жена Мишеля Мари Деза, Елена Ивановна Деза, — также математик, профессор МПГУ.
Погиб при пожаре.

## Избранные статьи
- Deza, M. (1974), Solution d'un problème de Erdös-Lovász, Journal of Combinatorial Theory, Series B, 16 (2): 166–167, doi:10.1016/0095-8956(74)90059-8, MR 0337635. MR 0337635, Архивировано 18 октября 2012. Эта статья доказывает гипотезу[8] Пола Эрдёша и Ласло Ловаса, что достаточно большое семейство k-подмножеств любого п-элементного множества, в котором пересечение каждой пары k-подмножеств имеет ровно t элементов, имеет t-элементное подмножество общее для всех членов семейства. Мануссакис[9]     в European Journal of Combinatorics  пишет, что Деза сожалеет, что потратил, а не сохранил в рамке чек, полученный от Эрдёша в качестве приза за решение этой проблемы.
- Deza, M.; Frankl, P.; Singhi, N. M. (1983), On functions of strength t, Combinatorica, 3 (3–4): 331–339, doi:10.1007/BF02579189, MR 0729786. MR 0729786, Архивировано 18 октября 2012. В работе рассматриваются функции ƒ на подмножествах некоторого n-элементного множества целых чисел, такие что, когда А мало, сумма значений функции на его надмножествах равна нулю. Сила функции это максимальное значение t такое, что все множества А из t или меньше элементов, обладают этим свойством. Если семейство F содержит все множества, которые имеют отличные от нуля значения для некоторой функции ƒ силы не более t, то F называется t-зависимым; t-зависимые семейства образуют зависимые множества матроида, который соавторы исследуют.
- Deza, M.; Laurent, M. (1992), Facets for the cut cone I, Mathematical Programming, 56 (1–3): 121–160, doi:10.1007/BF01580897, MR 1183645. MR 1183645, Архивировано 18 октября 2012. Эта статья описывает некоторые из граней многогранника, который кодирует  разрезы в полном графе. Проблема максимального разреза NP-полна, но может быть решена методом линейного программирования с использованием полного описания граней этого многогранника.
- Deza, A.; Deza, M.; Fukuda, K. (1996), On skeletons, diameters and volumes of metric polyhedra, Combinatorics and Computer Science (PDF), Lecture Notes in Computer Science, vol. 1120, Springer-Verlag, pp. 112–128, doi:10.1007/3-540-61576-8_78, MR 1448925, Архивировано (PDF) 21 февраля 2012. MR 1448925, Архивировано 18 октября 2012. Эта статья описывает многогранник метрик, точки которого представляют собой симметричные матрицы расстояний, удовлетворяющих неравенству треугольника. Для метрических пространств с семью точками, например, этот многогранник имеет размерность 21 (21 - число попарных расстояний между точками) и 275840 вершин.
- Chepoi, V.; Deza, M.; Grishukhin, V. (1997), Clin d'oeil on L1-embeddable planar graphs, Discrete Applied Mathematics, 80 (1): 3–19, doi:10.1016/S0166-218X(97)00066-8, MR 1489057. MR 1489057, Архивировано 18 октября 2012. Работа относится к изометрическим вложениям графов (с их метрикой кратчайшего пути) и метрических пространств в векторные пространства с расстоянием L1. Ранее  Деза доказал, что метрика с рациональными расстояниями является L1 тогда и только тогда, когда при некотором n она вложима в n-куб с точностью до целого множителя; эта работа показывает, что для метрик плоских графов (в том числе многих из тех что возникают в химической теории графов), в качестве множителя всегда может быть взято 2.

## Книги
- Deza, M.; Laurent, M. (1997), Geometry of cuts and metrics, Algorithms and Combinatorics, vol. 15, Springer, ISBN 3-540-61611-X, MR 1460488. MR 1460488, Архивировано 18 октября 2012. Как пишет рецензент MathSciNet Александр Барвинок, эта книга описывает  «много интересных связей между комбинаторикой многогранников, банаховой геометрией, оптимизацией, теорией графов, геометрией чисел, и теорией вероятностей».

Русский перевод: Деза М., Лоран M. Геометрия разрезов и метрик, Москва, МЦНМО, 2001. ISBN 5-900916-84-7 
- Deza, M.; Grishukhin, V.; Shtogrin, M. (2004), Scale-isometric polytopal graphs in hypercubes and cubic lattices, Imperial College Press, ISBN 1-86094-421-3, MR 2051396, Архивировано 25 февраля 2012. MR 2051396, Архивировано 18 октября 2012. Это продолжение «Геометрии разрезов и метрик», которое посвящено L1-метрикам.

Русский перевод: Деза М., Гришухин В., Штогрин M. Изометрические полиэдралные подграфы в гиперкубах и кубических решетках, Москва, МЦНМО, 2008. ISBN 978-5-94057-363-0 
- Deza, E.; Deza, M. (2006), Dictionary of Distances, Elsevier, ISBN 0-444-52087-2. Отзыв в Newsletter of the European Mathematical Society 64 (June 2007) Архивная копия от 23 октября 2012 на Wayback Machine, p. 57. Эта книга организована в виде списка различных расстояний, для каждого из которых дается краткое описание.

Русский перевод: Деза E., Деза М. Словарь расстояний, Москва, Наука, 2008. ISBN 978-5-02-036043-3 
- Deza, M.; Dutour Sikirić, M. (2008), Geometry of chemical graphs: polycycles and two-faced maps, Encyclopedia of Mathematics and its Applications, vol. 119, Cambridge University Press, ISBN 978-0-521-87307-9, MR 2429120. MR 2429120, Архивировано 18 октября 2012. Эта книга описывает  теоретико-графовые и геометрические свойства фуллеренов и их обобщений, плоских графов, в которых все грани ограничены циклами с только двумя возможными длинами.

Русский перевод: Деза М., Сикирич, M.Д. Геометрия химических графов: полициклы и биполициклы, Москва и Ижевск, Ижевский институт компьютерных исследований, 2012. ISBN 978-5-93972-427-2
- Deza, M.; Deza, E. (2009), Encyclopedia of Distances, Springer-Verlag, ISBN 978-3-642-00233-5.
- Deza, E.; Deza, M. (2011), Figurate Numbers, World Scientific, ISBN 978-981-4355-48-3.

Русский перевод: Деза Е., Деза М. Фигурные числа. — М.: МЦНМО, 2016. — 349 с. — ISBN 978-5-4439-2400-7.
- Deza, M.; Deza, E. (2013), Encyclopedia of Distances, 2nd expanded edition, Springer-Verlag, ISBN 978-3-642-30957-1.
- Deza, M.;  Dutour Sikirić, M. & Shtogrin, M. (2015), Geometric Structure of Chemistry-relevant Graphs, Springer-Verlag, ISBN 978-81-322-2448-8.
- Deza, E.; Deza, M. & Dutour Sikirić, M. (2016), Generalizations of Finite Metrics and Cuts, World Scientific, ISBN 978-98-147-4039-5.

## Поэтические публикации
- М. Деза. 59-62. — Париж: Синтаксис, 1983[13]
- Мишель Деза. Стихи и интервью. — М.: ПРОБЕЛ-2000, 2014. — 276 с. ISBN 978-5-98604-442-2
- Мишель Деза. 75—77. — М.: ПРОБЕЛ-2000, 2016. — 136 с. ISBN 978-5-98604-555-9